# Randy de Puniet
Randy de Puniet (Maisons Laffitte, Francia, 14 de febrero de 1981) es un piloto francés de motociclismo.

## Biografía
Randy empezó desde muy pequeño a competir en el mundo de las dos ruedas.Comenzó compitiendo con scooters, pero se pasó a las motocicletas para ser de los más destacados en los campeonatos francés en la década de los 90.
Más tarde comenzó a competir en 125cc, y ganó los campeonatos franceses de 1997 y 1998 de esta categoría.
Su paso a profesionales fue el año siguiente con la Aprilia en 1999.Estuvo en este equipo durante dos temporadas en la categoría de 125cc, con actuaciones discretas, y tras estas dos temporadas pasó a 250cc, pero con el mismo fabricante.Sus primeros años en 250cc, fueron una réplica de los anteriores, pero todo cambió en el 2002, cuando Randy se subió al podio dos veces a lo largo de la temporada.Los años siguientes fueron los mejores de su carrera quedó cuarto en el campeonato en 2003 y luego consiguió un tercer puesto en el campeonato de 2004, donde consiguió una victoria y ocho podios.
Sus buenos años en la categoría de 250cc lo llevan a la marca Kawasaki en la categoría de Moto GP, donde rindió a un buen nivel durante dos temporadas con la moto Kawasaki Ninja ZX-RR, pero más tarde ficharía por el equipo LCR Honda donde ha conseguido sus dos únicos podios en la categoría reina.En 2011 ficha por el equipo Pramac Racing Team y pasa a manejar una Ducati demosedici gp11

En 2012 firma por el Aspar Racing Team para pilotar una Aprilia ART quedando 13.º con 62 puntos.

En 2013 permanece en el mismo equipo junto a Aleix Espargaró.

Durante las temporadas 2014 y 2015 es probador del Team Suzuki.

En el año 2016 es probador de la marca KTM que entra en el mundial de MotoGP en 2017.

## Lesiones
En noviembre de 2009, Randy, tuvo que pasar por el quirófano para extraerle unos clavos de uno de sus tobillos, producto de una anterior operación.

## Curiosidades
- Sus padres le pusieron de nombre Randy por el mítico piloto Randy Mamola.
- En 2012 se casó en Sídney con la modelo australiana Lauren Vickers. Ambos se conocieron en el paddock bajo la sombrilla que ella sujetaba, ya que el equipo LCR Honda cuando le patrocinaba Playboy contrató a la modelo para ser su imagen toda la temporada.
- En 2011 durante el GP de Francia Casey Stoner propinó un puñetazo a Randy en el hombro izquierdo cuando los dos estaban rodando en la sesión de entrenamientos, según Casey él le golpeó porque le había molestado previamente. El piloto australiano fue multado con una sanción de 5000 euros.

## Resultados

### Campeonato del Mundo de Motociclismo
Sistema de puntuación de 1993 hasta 2022:
| Posición | 1.º | 2.º | 3.º | 4.º | 5.º | 6.º | 7.º | 8.º | 9.º | 10.º | 11.º | 12.º | 13.º | 14.º | 15.º |
| Puntos   | 25  | 20  | 16  | 13  | 11  | 10  | 9   | 8   | 7   | 6    | 5    | 4    | 3    | 2    | 1    |

#### Por temporada
| Temp. | Cat.   | Moto                    | Equipo                      | N.º | Carreras | Victorias | Podios | Poles | V.Ráp. | Pts  | Pos  | WCh |
| ----- | ------ | ----------------------- | --------------------------- | --- | -------- | --------- | ------ | ----- | ------ | ---- | ---- | --- |
| 1998  | 125cc  | Honda RS125R            | Honda France                | 67  | 1        | 0         | 0      | 0     | 0      | 0    | NC   | –   |
| 1999  | 125cc  | Aprilia RS125           | Scrab Competition           | 12  | 16       | 0         | 0      | 0     | 0      | 26   | 18.º | –   |
| 2000  | 125cc  | Aprilia RS125           | Scrab Competition           | 12  | 16       | 0         | 0      | 0     | 0      | 50   | 17.º | –   |
| 2001  | 250cc  | Aprilia RSV250          | Equipe de France - Scrab GP | 81  | 16       | 0         | 0      | 0     | 0      | 50   | 13.º | –   |
| 2002  | 250cc  | Aprilia RSV250          | Campetella Racing           | 17  | 16       | 0         | 2      | 1     | 0      | 119  | 9.º  | –   |
| 2003  | 250cc  | Aprilia RSV250          | Safilo Oxydo - LCR          | 7   | 16       | 3         | 9      | 5     | 2      | 208  | 4.º  | –   |
| 2004  | 250cc  | Aprilia RSV250          | Safilo Carrera - LCR        | 7   | 16       | 1         | 8      | 2     | 0      | 214  | 3.º  | –   |
| 2005  | 250cc  | Aprilia RSV250          | Aprilia Aspar 250cc         | 7   | 16       | 1         | 3      | 1     | 2      | 138  | 8.º  | –   |
| 2006  | MotoGP | Kawasaki Ninja ZX-RR    | Kawasaki Racing Team        | 17  | 17       | 0         | 0      | 0     | 0      | 37   | 16.º | –   |
| 2007  | MotoGP | Kawasaki Ninja ZX-RR    | Kawasaki Racing Team        | 14  | 18       | 0         | 1      | 0     | 0      | 108  | 11.º | –   |
| 2008  | MotoGP | Honda RC212V            | LCR Honda MotoGP            | 14  | 18       | 0         | 0      | 0     | 0      | 61   | 15.º | –   |
| 2009  | MotoGP | Honda RC212V            | LCR Honda MotoGP            | 14  | 17       | 0         | 1      | 0     | 0      | 106  | 11.º | –   |
| 2010  | MotoGP | Honda RC212V            | LCR Honda MotoGP            | 14  | 17       | 0         | 0      | 0     | 0      | 116  | 9.º  | –   |
| 2011  | MotoGP | Ducati Desmosedici GP11 | Pramac Racing Team          | 14  | 16       | 0         | 0      | 0     | 0      | 49   | 16.º | –   |
| 2012  | MotoGP | Aprilia ART             | Power Electronics Aspar     | 14  | 18       | 0         | 0      | 0     | 0      | 62   | 13.º | –   |
| 2013  | MotoGP | Aprilia ART             | Power Electronics Aspar     | 14  | 18       | 0         | 0      | 0     | 0      | 36   | 15.º | –   |
| Total |        |                         |                             |     | 253      | 5         | 24     | 9     | 4      | 1380 |      | 0   |

#### Por categoría
| Categoría | Temporada | 1.º Gran Premio | 1.º Podio  | 1.º Victoria  | Carreras | Victorias | Podios | Poles | VR | Pts  | CM |
| --------- | --------- | --------------- | ---------- | ------------- | -------- | --------- | ------ | ----- | -- | ---- | -- |
| 125cc     | 1998–2000 | Francia 1998    |            |               | 33       | 0         | 0      | 0     | 0  | 76   | 0  |
| 250cc     | 2001–2005 | Japón 2001      | Japón 2002 | Cataluña 2003 | 80       | 5         | 22     | 9     | 4  | 729  | 0  |
| MotoGP    | 2006–2013 | España 2006     | Japón 2007 |               | 140      | 0         | 2      | 0     | 0  | 575  | 0  |
| Total     | 1998–2013 |                 |            |               | 253      | 5         | 24     | 9     | 4  | 1380 | 0  |

#### Carreras por año
(Carreras en negrita indica pole position, carreras en cursiva indica vuelta rápida)
| Año  | Cat.   | Moto     | 1       | 2       | 3       | 4       | 5       | 6       | 7       | 8       | 9       | 10      | 11      | 12      | 13      | 14      | 15      | 16      | 17      | 18      | Pos. | Pts. |
| ---- | ------ | -------- | ------- | ------- | ------- | ------- | ------- | ------- | ------- | ------- | ------- | ------- | ------- | ------- | ------- | ------- | ------- | ------- | ------- | ------- | ---- | ---- |
| 1998 | 125cc  | Honda    | JPN     | MAL     | SPA     | ITA     | FRA 17  | MAD     | NED     | GBR     | GER     | CZE     | IMO     | CAT     | AUS     | ARG     |         |         |         |         | NC   | 0    |
| 1999 | 125cc  | Aprilia  | MAL 20  | JPN 15  | SPA Ret | FRA 11  | ITA 19  | CAT 9   | NED Ret | GBR Ret | GER 15  | CZE Ret | IMO Ret | VAL 10  | AUS 21  | RSA Ret | BRA 18  | ARG 10  |         |         | 18.º | 26   |
| 2000 | 125cc  | Aprilia  | RSA 14  | MAL Ret | JPN 10  | SPA 13  | FRA 12  | ITA 9   | CAT 13  | NED Ret | GBR 10  | GER Ret | CZE Ret | POR 7   | VAL 18  | BRA 9   | PAC Ret | AUS 13  |         |         | 17.º | 50   |
| 2001 | 250cc  | Aprilia  | JPN Ret | RSA Ret | SPA 18  | FRA Ret | ITA Ret | CAT 8   | NED 13  | GBR Ret | GER 5   | CZE 6   | POR 17  | VAL 10  | PAC 11  | AUS Ret | MAL 12  | BRA 13  |         |         | 13.º | 50   |
| 2002 | 250cc  | Aprilia  | JPN 3   | RSA 6   | SPA Ret | FRA 3   | ITA 5   | CAT 4   | NED Ret | GBR 6   | GER Ret | CZE 6   | POR Ret | BRA Ret | PAC Ret | MAL 6   | AUS 6   | VAL 4   |         |         | 9.º  | 119  |
| 2003 | 250cc  | Aprilia  | JPN Ret | RSA 2   | SPA 3   | FRA 2   | ITA Ret | CAT 1   | NED Ret | GBR 8   | GER 3   | CZE 1   | POR 3   | BRA 3   | PAC 6   | MAL 5   | AUS Ret | VAL 1   |         |         | 4.º  | 208  |
| 2004 | 250cc  | Aprilia  | RSA 2   | SPA 2   | FRA 2   | ITA 4   | CAT 1   | NED 4   | BRA 8   | GER 5   | GBR 3   | CZE 2   | POR 3   | JPN 11  | QAT Ret | MAL 5   | AUS Ret | VAL 3   |         |         | 3.º  | 214  |
| 2005 | 250cc  | Aprilia  | SPA Ret | POR 3   | CHN 8   | FRA 2   | ITA Ret | CAT 6   | NED 8   | GBR 1   | GER 6   | CZE 8   | JPN 5   | MAL 4   | QAT Ret | AUS 7   | TUR Ret | VAL 8   |         |         | 8.º  | 138  |
| 2006 | MotoGP | Kawasaki | SPA Ret | QAT Ret | TUR 12  | CHN 12  | FRA Ret | ITA 13  | CAT Ret | NED 14  | GBR 12  | GER Ret | USA 12  | CZE 14  | MAL 13  | AUS 11  | JPN Ret | POR 10  | VAL Ret |         | 16.º | 37   |
| 2007 | MotoGP | Kawasaki | QAT Ret | SPA 13  | CHN 8   | TUR 8   | FRA Ret | ITA Ret | CAT 5   | GBR 6   | NED Ret | GER Ret | USA 6   | CZE 8   | RSM Ret | POR Ret | JPN 2   | AUS 6   | MAL 4   | VAL 9   | 11.º | 108  |
| 2008 | MotoGP | Honda    | QAT 9   | SPA Ret | POR 15  | CHN 13  | FRA 9   | ITA Ret | CAT Ret | GBR 12  | NED Ret | GER 8   | USA 6   | CZE 16  | RSM Ret | IND 13  | JPN 12  | AUS 9   | MAL 10  | VAL 15  | 15.º | 61   |
| 2009 | MotoGP | Honda    | QAT 10  | JPN 11  | SPA 4   | FRA 14  | ITA 8   | CAT 8   | NED 7   | USA 9   | GER Ret | GBR 3   | CZE 10  | IND 12  | RSM 12  | POR 11  | AUS 8   | MAL Ret | VAL 11  |         | 11.º | 106  |
| 2010 | MotoGP | Honda    | QAT 6   | SPA 9   | FRA 7   | ITA 6   | GBR 6   | NED 6   | CAT 4   | GER Ret | USA     | CZE 10  | IND 13  | RSM 13  | ARA Ret | JPN 9   | MAL 10  | AUS 10  | POR 6   | VAL 10  | 9.º  | 116  |
| 2011 | MotoGP | Ducati   | QAT Ret | SPA Ret | POR 10  | FRA Ret | CAT Ret | GBR 12  | NED Ret | ITA 14  | GER 13  | USA DNS | CZE 12  | IND 8   | RSM 14  | ARA 12  | JPN 10  | AUS 6   | MAL C   | VAL Ret | 16.º | 49   |
| 2012 | MotoGP | ART      | QAT 13  | SPA Ret | POR 13  | FRA Ret | CAT 15  | GBR 12  | NED 8   | GER 11  | ITA 12  | USA 11  | IND Ret | CZE 8   | RSM 9   | ARA 11  | JPN Ret | MAL Ret | AUS 11  | VAL 12  | 13.º | 62   |
| 2013 | MotoGP | ART      | QAT 12  | AME 14  | SPA Ret | FRA Ret | ITA 11  | CAT Ret | NED 12  | GER 12  | USA Ret | IND Ret | CZE 15  | GBR 16  | RSM 17  | ARA 13  | MAL 12  | AUS 10  | JPN 13  | VAL Ret | 15.º | 36   |

### Campeonato Mundial de Motociclismo de Resistencia

#### Por temporada
| Temp.   | Moto     | Equipo                     | Carreras | Victorias | Podios | Poles | V.Rap. | Pts.  | Pos  |
| ------- | -------- | -------------------------- | -------- | --------- | ------ | ----- | ------ | ----- | ---- |
| 2016-17 | Kawasaki | SRC Kawasaki France        | 2        | 0         | 2      | 1     | 1      | 123.5 | 5.º  |
| 2016-17 | Honda    |                            | 1        | 0         | 1      |       |        | 123.5 | 5.º  |
| 2017-18 | Kawasaki | SRC Kawasaki France        | 3        | 0         | 1      |       |        | 63    | 10.º |
| 2018-19 | Kawasaki | SRC Kawasaki France        | 1        | 0         | 0      |       |        | 122   | 4.º  |
| 2018-19 | Honda    | Honda Endurance Racing     | 3        | 0         | 1      |       |        | 122   | 4.º  |
| 2021    | Yamaha   | Moto Ain                   | 4        | 0         | 1      |       |        | 85.5  | 9.º  |
| 2022    | Kawasaki | Webike SRC Kawasaki France | 4        | 0         | 1      |       |        | 78    | 12.º |
| 2023    | Kawasaki | Webike SRC Kawasaki France | 4        | 0         | 0      |       |        | 106.5 | 6.º  |
| Total   |          |                            | 22       | 0         | 7      | 1     | 1      | 578.5 |      |

#### Carreras Por Año
(Carreras en negrita indica pole position, carreras en cursiva indica vuelta rápida)
| Temp.   | Moto     | 1                    | 2                    | 3                  | 4                | 5                | Pos. | Pts.  |
| ------- | -------- | -------------------- | -------------------- | ------------------ | ---------------- | ---------------- | ---- | ----- |
| 2016-17 | Kawasaki | BDO Gral:2 Cls:2     | LMS Gral:3 Cls:3     | OSC                | SLR              |                  | 5.º  | 123.5 |
| 2016-17 | Honda    |                      |                      |                    |                  | SUZ Gral:3 Cls:3 | 5.º  | 123.5 |
| 2017-18 | Kawasaki | BDO                  | LMS Gral:5 Cls:5     | SLR Gral:9 Cls:9   | OSC Gral:2 Cls:2 | SUZ              | 10.º | 63    |
| 2018-19 | Kawasaki | BDO Gral:7 Cls:7     |                      |                    |                  |                  | 4.º  | 122   |
| 2018-19 | Honda    |                      | LMS Gral:2 Cls:2     | SLR Gral:8 Cls:8   | OSC              | SUZ Gral: Cls:13 | 4.º  | 122   |
| 2021    | Yamaha   | LMS Gral:Ret Cls:Ret | EST Gral:5 Cls:5     | BDO Gral:2 Cls:2   | MOS Gral: Cls:12 |                  | 9.º  | 85.5  |
| 2022    | Kawasaki | LMS Gral:18 Cls:8    | SPA Gral:Ret Cls:Ret | SUZ Gral: Cls:14   | BDO Gral:3 Cls:3 |                  | 12.º | 78    |
| 2023    | Kawasaki | LMS Gral:9 Cls:8     | SPA Gral:5 Cls:5     | SUZ Gral:12 Cls:12 | BDO Gral:5 Cls:5 |                  | 6.º  | 106.5 |

- * Temporada en curso.

## Equipos
- Aprilia (1998-2005)
- Kawasaki Racing Team (2006-2007)
- Team LCR Honda (2008-2010)
- Pramac Racing Team (2011)
- Power Electrónica Aspar (2012-2013)